# Rally de Cerdeña de 2005
El Rally de Cerdeña de 2005, oficialmente 2º Supermag Rally Italia Sardinia, fue la 2º edición y la quinta ronda de la temporada 2005 del Campeonato Mundial de Rally. Se celebró en los alrededores de Olbia entre el 28 de abril y el 1 de mayo y contó con un itinerario de diecisiete tramos de tierra que sumaban un total de 350.03 km cronometrados.

## Itinerario y ganadores
| Día             | Tramo | Hora  | Tramo          | Distancia | Ganador              | Tiempo  | Líder rally     |
| --------------- | ----- | ----- | -------------- | --------- | -------------------- | ------- | --------------- |
| 1 (29 de abril) | SS1   | 08:53 | Terranova 1    | 29.82 km  | Marcus Grönholm      | 21:47,9 | Marcus Grönholm |
| 1 (29 de abril) | SS2   | 10:09 | Crastazza 1    | 21.46 km  | Sébastien Loeb       | 13:22,8 | Marcus Grönholm |
| 1 (29 de abril) | SS3   | 10:48 | Mamone 1       | 18.57 km  | Sébastien Loeb       | 12:43,8 | Sébastien Loeb  |
| 1 (29 de abril) | SS4   | 14:24 | Terranova 2    | 29.82 km  | Marcus Grönholm      | 21:15,1 | Sébastien Loeb  |
| 1 (29 de abril) | SS5   | 15:40 | Crastazza 2    | 21.46 km  | Sébastien Loeb       | 12:55,5 | Sébastien Loeb  |
| 1 (29 de abril) | SS6   | 16:19 | Mamone 2       | 18.57 km  | Sébastien Loeb       | 12:23,6 | Sébastien Loeb  |
| 2 (30 de abril) | SS7   | 09:38 | Loelle 1       | 30.73 km  | Sébastien Loeb       | 19:46,9 | Sébastien Loeb  |
| 2 (30 de abril) | SS8   | 10:34 | Tandalo 1      | 38.77 km  | Petter Solberg       | 28:09,9 | Sébastien Loeb  |
| 2 (30 de abril) | SS9   | 14:09 | Lovia Avra     | 5.01 km   | Gianluigi Galli      | 3:40,1  | Sébastien Loeb  |
| 2 (30 de abril) | SS10  | 15:51 | Loelle 2       | 30.73 km  | Sébastien Loeb       | 19:33,8 | Sébastien Loeb  |
| 2 (30 de abril) | SS11  | 16:47 | Tandalo 2      | 38.77 km  | Sébastien Loeb       | 27:37,4 | Sébastien Loeb  |
| 3 (1 de mayo)   | SS12  | 07:16 | San Giocomo 1  | 12.70 km  | Sébastien Loeb       | 10:31,6 | Sébastien Loeb  |
| 3 (1 de mayo)   | SS13  | 08:29 | San Bachisio 1 | 9.41 km   | Marcus Grönholm      | 8:13,0  | Sébastien Loeb  |
| 3 (1 de mayo)   | SS14  | 09:02 | Bortigiadas 1  | 11.05 km  | Petter Solberg       | 7:40,7  | Sébastien Loeb  |
| 3 (1 de mayo)   | SS15  | 10:36 | San Bachisio 2 | 9.41 km   | Petter Solberg       | 8:00,9  | Sébastien Loeb  |
| 3 (1 de mayo)   | SS16  | 11:09 | Bortigiadas 2  | 11.05 km  | Christopher Atkinson | 7:30,5  | Sébastien Loeb  |
| 3 (1 de mayo)   | SS17  | 12:52 | San Giacomo 2  | 12.70 km  | Petter Solberg       | 10:21,1 | Sébastien Loeb  |

## Clasificación final
| Pos.    | Piloto            | Copiloto        | Automóvil              | Tiempo    | Diferencia | Puntos  |
| General | General           | General         | General                | General   | General    | General |
| ------- | ----------------- | --------------- | ---------------------- | --------- | ---------- | ------- |
| 1       | Sébastien Loeb    | Daniel Elena    | Citroën Xsara WRC      | 4:06:33.7 | 0.0        | 10      |
| 2       | Petter Solberg    | Phil Mills      | Subaru Impreza WRC2005 |           | +59,6      | 8       |
| 3       | Marcus Grönholm   | Timo Rautiainen | Peugeot 307WRC Evo2    |           | +3m 07,3   | 6       |
| 4       | Markko Märtin     | Michael Park    | Peugeot 307WRC Evo2    |           | +4m 12,3   | 5       |
| 5       | Toni Gardemeister | Jakke Honkanen  | Ford Focus RS WRC 04   |           | +8m 29,3   | 4       |
| 6       | Roman Kresta      | Jan Tomanek     | Ford Focus RS WRC 04   |           | +9m 29,2   | 3       |
| 7       | Antony Warmbold   | Michael Orr     | Ford Focus RS WRC 04   |           | +9m 59,8   | 2       |
| 8       | Juuso Pykälistö   | Mika Ovaskainen | Citroën Xsara WRC      |           | +10m 21,2  | 1       |

| Predecesor: Nueva Zelanda 2005 | WRC 2005 | Sucesor: Chipre 2005 |